# Tomești (Hunedoara)
Tomești is een Roemeense gemeente in het district Hunedoara.
Tomești telt 1191 inwoners.